# Гленвар-Хайтс (Флорида)
Гленвар-Хайтс (англ. Glenvar Heights) — статистически обособленная местность, расположенная в округе Майами-Дейд (штат Флорида, США) с населением в 16 243 человека по статистическим данным переписи 2000 года.

## География
По данным Бюро переписи населения США статистически обособленная местность Гленвар-Хайтс имеет общую площадь в 11,4 квадратного километра, из которых 10,88 кв. километра занимает земля и 0,52 кв. километра — вода. Площадь водных ресурсов округа составляет 4,56 % от всей его площади.
Статистически обособленная местность Гленвар-Хайтс расположена на высоте 4 м над уровнем моря.

## Демография
По данным переписи населения 2000 года в Гленвар-Хайтс проживало 16 243 человека, 3947 семей, насчитывалось 7243 домашних хозяйства и 7591 жилой дом. Средняя плотность населения составляла около 1424,82 человека на один квадратный километр. Расовый состав населённого пункта распределился следующим образом: 87,71 % белых, 3,00 % — чёрных или афроамериканцев, 0,19 % — коренных американцев, 2,91 % — азиатов, 0,06 % — выходцев с тихоокеанских островов, 2,72 % — представителей смешанных рас, 3,42 % — других народностей. Испаноговорящие составили 55,46 % от всех жителей статистически обособленной местности.
Из 7243 домашних хозяйств в 23,1 % воспитывали детей в возрасте до 18 лет, 38,9 % представляли собой совместно проживающие супружеские пары, в 11,6 % семей женщины проживали без мужей, 45,5 % не имели семей. 34,9 % от общего числа семей на момент переписи жили самостоятельно, при этом 9,5 % составили одинокие пожилые люди в возрасте 65 лет и старше. Средний размер домашнего хозяйства составил 2,24 человека, а средний размер семьи — 2,95 человека.
Население статистически обособленной местности по возрастному диапазону по данным переписи 2000 года распределилось следующим образом: 18,2 % — жители младше 18 лет, 11,1 % — между 18 и 24 годами, 33,7 % — от 25 до 44 лет, 23,2 % — от 45 до 64 лет и 13,7 % — в возрасте 65 лет и старше. Средний возраст жителей составил 37 лет. На каждые 100 женщин в Гленвар-Хайтс приходилось 87,6 мужчины, при этом на каждые сто женщин 18 лет и старше приходилось 84,8 мужчины также старше 18 лет.
Средний доход на одно домашнее хозяйство статистически обособленной местности составил 40 209 долларов США, а средний доход на одну семью — 53 279 долларов. При этом мужчины имели средний доход в 35 867 долларов США в год против 30 510 долларов среднегодового дохода у женщин. Доход на душу населения статистически обособленной местности составил 40 209 долларов в год. 7,7 % от всего числа семей в населённом пункте и 12,7 % от всей численности населения находилось на момент переписи населения за чертой бедности, при этом 10,7 % из них были моложе 18 лет и 11,8 % — в возрасте 65 лет и старше.